# Квасов Олег Костянтинович
Олег Костянтинович Квасов (рос. Олег Константинович Квасов; нар. 22 жовтня 1928, Москва — пом. 16 липня 2012, Москва) — радянський дипломат; надзвичайний і повноважний посол. Почесний працівник Міністерства закордонних справ Російської Федерації.

## Біографія
Народився 22 жовтня 1928 року у місті Москві (нині Російська Федерація). Член ВКП(б). 1953 року закінчив Московський державний інститут міжнародних відносин, після чого працював у редакції Видавництва літератури іноземними мовами, Державному комітеті з культурних зв'язків із зарубіжними країнами. У Міністерстві закордонних справ СРСР із 1964 року:
- у 1964—1969 роках — радник Посольства СРСР у Республіці Кубі;
- у 1970—1973 роках — співробітник центрального апарату МЗС СРСР;
- у 1973—1976 роках — радник-посланник Посольства СРСР Республіці Болівії;
- у 1977—1983 роках — співробітник центрального апарату МЗС СРСР;
- з 17 червня 1983 року по 23 серпня 1990 року — надзвичайний і повноважний посол СРСР в Аргентинській Республіці.

З 1990 року — на пенсії. Професор Дипломатичної академії МЗС Росії. Помер у Москві 16 липня 2012 року.